# Lasioglossum duplex
Lasioglossum duplex är en biart som först beskrevs av Dalla Torre 1896.  Lasioglossum duplex ingår i släktet smalbin, och familjen vägbin. Inga underarter finns listade i Catalogue of Life.